# Dicamptus zoracius
Dicamptus zoracius là một loài tò vò trong họ Ichneumonidae.